# Noa Isidore
Pour les articles homonymes, voir Isidore.
Noa Isidore, né le 17 septembre 2004 à Troyes, est un coureur cycliste français.

## Biographie

### Carrière amateur
Issu d'une famille de pratiquants, Noa Isidore participe à ses premières courses cyclistes vers l'âge de onze ans, en première année benjamins. Il prend sa première licence au sein de l'UV Aube-Club Champagne Charlott', avec lequel il progresse dans les catégories de jeunes. 
En 2021, il intègre l'équipe juniors d'AG2R Citroën, tout en restant licencié à l'UV Aube. Décrit comme un puncheur, il se distingue rapidement en étant le meilleur coureur français chez les juniors 1re année. Il termine deuxième d'étapes sur le Tour du Valromey, au Giro della Lunigiana, au Saarland Trofeo et sur La Philippe Gilbert Juniors. Ses bons résultats lui permettent d'être retenu en équipe de France pour les championnats d'Europe juniors de Trente, où il se classe 48e de la course en ligne, remportée par son coéquipier tricolore Romain Grégoire. 
Après les départs de Romain Grégoire et Pierre Gautherat, il devient le leader d'AG2R Citroën U19 en 2022. Pour sa deuxième saison juniors, il obtient son premier succès au niveau international sur la première étape du Tour du Valromey. Il se classe également deuxième d'une étape au Tour du Pays de Vaud, troisième du Tour des Flandres juniors, septième d'Aubel-Thimister-Stavelot (2e d'une étape) ou encore neuvième de Kuurne-Bruxelles-Kuurne juniors. Comme l'année précédente, il représente la France lors du championnat d'Europe juniors, qui a lieu sur un parcours escarpé à Anadia. Bien qu'ayant récemment contracté le Covid-19, il parvient à finir l'épreuve à la huitième place. En septembre, il est sélectionné pour le championnat du monde juniors, mais termine la course à une décevante 24e place.

### Carrière professionnelle
Malgré l'intérêt de deux réserves d'équipes du World Tour (AG2R Citroën et Intermarché-Wanty-Gobert Matériaux), il décide de passer professionnel dès 2023 au sein de l'équipe CIC U Nantes Atlantique. Il ne délaisse pas pour autant ses études en entamant un bachelor de management sportif à Reims. Il gagne en mai la deuxième étape de l'Alpes Isère Tour.
En 2024, il quitte le CIC U Nantes Atlantiques pour s'engager avec Decathlon AG2R La Mondiale Development Team au niveau continental.

## Palmarès
- 2021
  - Gran Premio Eccellenze Valli del Soligo (contre-la-montre par équipes)
  - 2e du Tour de la Vallée de la Trambouze
- 2022
  - 3e étape de la Côte d’Or Classic Juniors
  - Grand Prix de Dieulouard
  - Tour du Centre Alsace
  - 1re étape du Tour du Valromey
  - Classic Jean-Patrick Dubuisson Juniors :
    - Classement général
    - 2e étape

  - La Philippe Gilbert Juniors :
    - Classement général
    - 1re étape

  - 3e du Tour des Flandres juniors
- 2023
  - 2e étape du Circuit des plages vendéennes
  - 2e étape de l'Alpes Isère Tour
  - Tour d'Eure-et-Loir : 
    - Classement général
    - 1re étape
- 2024
  -  Champion de France sur route espoirs
  - Istrian Spring Trophy : 
    - Classement général
    - 2e étape

  - 2e du Trofej Umag-Umag Trophy
  - 2e de la Ronde van de Achterhoek

### Classements mondiaux
| Année                                 | 2023 | 2024 |
| ------------------------------------- | ---- | ---- |
| Classement mondial                    | 920e | 348e |
|                                       |      |      |
| Légende : nc = non classéSource : UCI |      |      |